# Emmesomyia nudiloba
Emmesomyia nudiloba är en tvåvingeart som beskrevs av Ackland 1995. Emmesomyia nudiloba ingår i släktet Emmesomyia och familjen blomsterflugor.
Artens utbredningsområde är Kenya. Inga underarter finns listade i Catalogue of Life.